# Skarvheimen
Le Skarvheimen est un massif de montagne de Norvège situé dans le Sud des Alpes scandinaves, entre le Jotunheimen au nord et le plateau de Hardangervidda au sud. Il est délimité par la vallée d'Hemsedal à l'est et Flåmsdalen à l'ouest. Le nom traditionnel du massif est Nordfjella mais depuis 1995 il est appelé Skarvheimen, construit selon le modèle de Jotunheimen et en référence aux montagnes de Hallingskarvet et Reineskarvet qui s'y trouvent. Le massif culmine à Folarskardnuten (1 933 m), à Hallingskarvet. Les montagnes de Filefjell sont aussi incluses dans le massif.